# Zofia Agnieszka Kłakówna
Zofia Agnieszka Kłakówna (ur. 15 maja 1950 w Przemyślu) – polonistka, doktor habilitowana nauk humanistycznych w zakresie literaturoznawstwa – dydaktyki literatury, nauczycielka języka polskiego z praktyką na wszystkich poziomach nauczania szkolnego, nauczycielka akademicka w Akademii Pedagogicznej im. KEN w Krakowie (1974–2005) i w Akademii im. Jana Długosza w Częstochowie (2010–2017), lektorka języka polskiego na Uniwersytecie Marcina Lutra w Halle-Wittenberg (1977–1980) oraz nauczycielka i dyrektorka Szkoły Polskiej w Maroku (1984–1986), redaktorka naczelna czasopisma Wisełka – Ojczyzna Polszczyzna – Nowa Polszczyzna dla nauczycieli języka polskiego (1990–2008), publicystka, inicjatorka i współautorka prac nad nowoczesną koncepcją szkolnego kształcenia w zakresie języka polskiego oraz odpowiadających tej koncepcji programów i podręczników z cyklu To lubię!, Nowe To lubię!, Sztuka pisania, które zaczęły powstawać z wyprzedzeniem oficjalnie ogłaszanych reform szkolnych i programowych (1993–2011).

## Życiorys
Urodziła się w 1950 roku w Przemyślu jako córka Izabeli z domu Raszpla (1913–1967) i Kazimierza Kłaka (1903–1968), młodsza siostra Czesława (ur. 1935). Uczęszczała do Liceum Pedagogicznego w Gorlicach (1964–1969), gdzie zdała maturę i uzyskała dyplom nauczycielski. W latach 1969–1974 studiowała filologię polską w Wyższej Szkole Pedagogicznej w Krakowie. Uzyskała stopień magistra na podstawie pracy O filozoficznych i psychologicznych koncepcjach w Pałubie Irzykowskiego (dyplom z wyróżnieniem). W latach 1971–1972 i 1974–75 studiowała również filologię rosyjską w Wyższej Szkole Pedagogicznej.
Od 1974 roku była zatrudniona w Katedrze Dydaktyki Literatury i Języka Polskiego Instytutu Filologii Polskiej WSP. Równocześnie, od 1974 do 1977 pracowała w Szkole Podstawowej nr 33 w Krakowie. W latach 1977–1980 była lektorką języka polskiego na Uniwersytecie Marcina Lutra w Halle-Wittenberg. W 1980 roku opublikowała wraz z Jerzym Waligórą książkę Literatura w szkole widziana inaczej, jako komentarz i opracowanie rezultatów swojej pracy nauczycielskiej w Szkole Podstawowej nr 33.
W latach 1980–1981 w ramach prac macierzystej Katedry Dydaktyki Literatury i Języka Polskiego współuczestniczyła w tworzeniu cyklu programów radiowych i telewizyjnych Nauczycielskiego Uniwersytetu Radiowo-Telewizyjnego. Programy przedstawiały możliwości nowego programu nauczania języka polskiego dla szkół podstawowych. Kłakówna występowała w roli nauczyciela prezentującego lekcje komentowane przez kolegów, a także jako autorka samodzielnych wykładów. W sumie wzięła udział w nagraniu około dwudziestu programów. Praca ta została uhonorowana przez ministra nauki i szkolnictwa wyższego zespołową nagrodą trzeciego stopnia (1981).
Doktoryzowała się w 1983 roku na podstawie pracy Praktyka pisarska w procesie polonistycznej edukacji uczniów klas IV–VIII szkoły podstawowej napisanej pod kierunkiem Bolesława Farona. W latach 1983–1984 pracowała w Szkole Podstawowej nr 36 w Krakowie.
W latach 1984–1986 pracowała w Szkole Polskiej przy Ambasadzie PRL w Rabacie, w Maroku – przez pierwszy rok pobytu jako nauczycielka języka polskiego i historii, a przez drugi rok równocześnie jako dyrektorka szkoły. Z 25/26 sierpnia 1986, w czasie powrotu do Polski przeżyła katastrofę morską. Relację dotyczącą tych wydarzeń przedstawiła w reportażu …że wygrałam ze śmiercią, dziękuję Ci, Chiefie opublikowanym w „Przekroju” z 14 września 1986, a także w książce Moje Maroko, czyli skok do głębokiej wody (1994).
W 1986 wróciła do pracy na macierzystej uczelni, podjęła też pracę w Szkole Podstawowej nr 12 w Krakowie (1987–92) oraz w VI Liceum Ogólnokształcącym w Krakowie (1987–91). Od 1990 do 2008 roku była redaktorką naczelną czasopisma metodycznego Wisełka – Ojczyzna-Polszczyzna – Nowa Polszczyzna (tytuł ulegał zmianom). Czasopismo ukazywało się najpierw jako kwartalnik, potem wychodziło pięć numerów rocznie. Początkowo było adresowane dla nauczycieli języka polskiego za granicą, następnie powstała wersja krajowa. Łącznie do 2008 roku ukazało się dziewiętnaście roczników.
W 1993 roku Kłakówna opublikowała podręcznik szkolny Sztuka pisania. Ćwiczenia redakcyjne dla uczniów klas IV–VI szkoły podstawowej (Zeszyt ucznia i Metodyczny podręcznik nauczyciela); współautorzy Iwona Steczko i Krzysztof Wiatr). W latach 1994–2011 kierowała zespołem, który opracował nowy program i podręczniki szkolne do języka polskiego z cyklu To lubię! do klas IV–VIII. Cykl został przyjęty przez część nauczycieli z entuzjazmem jako nowatorski i odbiegający od wcześniejszych ujęć pedagogicznych. W 1999 roku, po reformie systemu oświatowego, rozpoczęła prace nad podręcznikami To lubię! adresowanymi do gimnazjum, a następnie (od 2001) prace nad podręcznikami adresowanymi do liceum. Cykl To lubię! stworzony według tej samej koncepcji stał się wówczas dostępny dla wszystkich trzech poziomów nauczania, będąc jedyną tego typu serią podręczników w Polsce. Równocześnie Zofia Agnieszka Kłakówna była redaktorką serii książek dla nauczycieli Metodyczna Biblioteka To lubię!.
W 2003 roku po odbyciu kolokwium habilitacyjnego otrzymała stopień doktora habilitowanego nauk humanistycznych. W 2005 roku zakończyła pracę w Akademii Pedagogicznej w Krakowie. Pięć kolejnych lat poświęciła na pracę przy tworzeniu podręczników Nowe To lubię! dla liceum i nowelizacji książek dla klas IV–VI szkoły podstawowej, publicystykę oświatową i liczne wystąpienia na temat edukacji szkolnej. W 2008 na zlecenie Ministerstwa Edukacji Narodowej była recenzentką nowej propozycji podstawy programowej w zakresie języka polskiego. W latach 2008–2011 współpracowała z Instytutem Badań nad Gospodarka Rynkową, trzykrotnie występowała na Kongresie Obywatelskim (2009–2011). W latach 2010–2017 pracowała na Akademii im. Jana Długosza w Częstochowie jako profesor nadzwyczajna tej uczelni.
Poza książkami, które opublikowała jako autorka, współautorka lub redaktorka, Kłakówna opublikowała prawie sześćdziesiąt artykułów z zakresu literaturoznawstwa i dydaktyki języka polskiego w profesjonalnych czasopismach. Publikowała też artykuły i komentarze o charakterze publicystycznym, m.in. w Polonistyce, Nowej Polszczyźnie, Polityce, Przekroju, Gazecie Wyborczej i Tygodniku Powszechnym. Od stycznia 2021 publikuje w portalu Obywatele.news wydawanym przez Fundację Wolni Obywatele RP.

## Publikacje książkowe
- 1980: Literatura w szkole widziana inaczej. Wybór uczniowskich wypowiedzi pisemnych (opis metod postępowania dydaktycznego, wybór i opracowanie tekstów dziecięcych we współautorstwie z Jerzym Waligórą)
- 1993: Sztuka pisania. Ćwiczenia redakcyjne dla klas IV–VI. Zeszyt ucznia (podręcznik)
- 1993: Sztuka pisania. Ćwiczenia redakcyjne dla klas IV–VI szkoły podstawowej. Metodyczny podręcznik nauczyciela (podręcznik dla nauczycieli)
- 1994: Moje Maroko, czyli skok do głębokiej wody
- 1994–2011: To lubię! (cykl podręczników dla szkół podstawowych, gimnazjum i liceum)
- 2003: Przymus i wolność. Projektowanie procesu kształcenia kulturowej kompetencji. Język polski w klasach IV–VI szkoły podstawowej, w gimnazjum i liceum
- 2011: Pakt dla szkoły. Zarys koncepcji kształcenia ogólnego. Zaproszenie do dyskusji (redakcja i współautorstwo z Piotrem Kołodziejem i Januszem Waligórą)
- 2014: Jakoś i jakość. Subiektywna kronika wypadków przy reformowaniu szkoły (1989–2013)
- 2016: Edukacja w czasach cyfrowej zarazy (redakcja i współautorstwo z Pawłem Kasprzakiem, Piotrem Kołodziejem, Adamem Regiewiczem, Januszem Waligórą)
- 2016: Język polski. Wykłady z metodyki (Akademicki podręcznik myślenia o zawodzie szkolnego polonisty)[14][15]
- 2023: Bierz i czytaj, Wydawnictwo Edukacyjne

## Nagrody
- 1981: zespołowa III stopnia Nagroda Ministra Oświaty i Wychowania za prace dla Nauczycielskiego Uniwersytetu Radiowo-Telewizyjnego
- 1991: indywidualna Nagroda Kuratora Oświaty i Wychowania w Krakowie „za wybitne osiągnięcia w pracy dydaktycznej i wychowawczej”
- 1996: zespołowa II stopnia Nagroda Rektora Wyższej Szkoły Pedagogicznej im. Komisji Edukacji Narodowej „za współautorstwo wyróżniającego się zestawu podręczników do języka polskiego dla kl. V szkoły podstawowej To lubię!”
- 1998: Nagroda Polcul Foundation Niezależnej Fundacji Popierania Kultury Polskiej – Wyróżnienie im. Krystyny i Bolesława Singerów „za nowatorską pracę dydaktyczną”[2]
- 1998: Puchar Ministra Edukacji Narodowej dla „Nowej Polszczyzny” na 5. Targach Książki Szkolnej Edukacja ‘98
- 2004: indywidualna Nagroda Rektora Akademii Pedagogicznej II stopnia „za wybitną rozprawę habilitacyjną Przymus i wolność. Projektowanie procesu kształcenia kulturowej kompetencji. Język polski w klasach IV–VI szkoły podstawowej, w gimnazjum i liceum”
- 2007: nagroda zbiorowa Polskiej Akademii Umiejętności za cykl podręczników To lubię![2]
- 2009: indywidualna Nagroda im. Filipa Kallimacha „za wybitne osiągnięcia w sferze edukacji” (nagroda Redakcji Magazynu Literackiego Książki)[2][3]
- 2015: Zespołowa III stopnia Nagroda Rektora Akademii im. Jana Długosza w Częstochowie